# تلمبه بیگلری
تلمبه بیگلری روستایی در دهستان گلستان بخش گلستان شهرستان سیرجان استان کرمان ایران است.

## جمعیت
بر پایه سرشماری عمومی نفوس و مسکن در سال ۱۳۹۵ جمعیت این مکان ۶۶ نفر (۲۳خانوار) بوده‌است.